# Johannes Trojan
Johannes Trojan, född 14 augusti 1837 i Danzig, död 23 november 1915 i Rostock, var en tysk författare.
Trojan inträdde 1862 i redaktionen av den politisk-humoristiska tidningen Kladderadatsch, vars huvudredaktör han blev 1886. År 1908 lämnade han denna plats. 
Av Trojans många vers- och prosaarbeten står hans barndikter och ypperliga sånger till vinets lov högst. Hans humor och satir har familjelivet till grund och motivkälla, hans realistiska skämtbilder, parodiska småstycken och komiska berättelser är oftast harmlösa och gemytliga.